# Heinrich-Heine-Gymnasium (Mettmann)
Das Heinrich-Heine-Gymnasium wurde 1969 als „Neusprachliches Gymnasium des Amtes Hubbelrath für Jungen und Mädchen“ gegründet. Das Gymnasium war das erste deutsche Gymnasium, das den Namen Heinrich Heines trug.

## Geschichte des Aufbaus bis zum ersten Abiturjahrgang
Im Zuge der durch die kommunale Neuordnung erzwungenen Auflösung der Gemeinde „Amt Hubbelrath“ wurde die Stadt Mettmann Schulträger. Die Schulgründung erfolgte im Sommer 1969 als „Neusprachliches Gymnasium des Amtes Hubbelrath für Jungen und Mädchen  i.E.“, also „in Entwicklung“; die Schulbezeichnung wechselte später aus formalen Gründen mehrfach hin zum heutigen Namen „Heinrich-Heine-Gymnasium“ und wurde schon früh mit „HHG“ abgekürzt. Der Unterricht fand zunächst in den Räumen der alten Volksschule im damals noch nicht nach Mettmann eingemeindeten Ort Metzkausen bzw. dessen Ortsteil Hassel im Dreieck zwischen Peckhauser Straße, Hasseler Straße und Wollenhausweg statt. An diesem alten Standort im Hassel musste ab 1970 mehrfach mit z. T. mehrstöckigen Containergebäuden in Modulbauweise das alte Volksschulgebäude, in dem in der Anfangszeit sogar auch ein kleiner Teil der Lehrerschaft mit seinen Familien wohnte, ergänzt werden. Damit konnten die notwendigen Räumlichkeiten für die stetig um die nachrückenden Jahrgänge wachsende Schüler- und Lehrerzahl bereitgestellt werden. Das Gymnasium befindet sich seit dem 17. Mai 1976 in einem Neubau im mittlerweile uneigenständigen Mettmanner Ortsteil Metzkausen, allerdings am anderen Ende des Ortsteiles in der Hasselbeckstraße; der alte Schulstandort wurde im Gegenzug aufgegeben und ist heute mit Wohngebäuden überbaut. Erster Schulleiter des Gymnasiums war Hans-Joachim Buch († 2022), der zum Zeitpunkt der Gründung im Jahr 1969 mit 33 Jahren einer der jüngsten Gymnasialdirektoren Deutschlands war.
Das Gründungskollegium des HHG bestand aus folgenden Personen (alphabetisch geordnet): Peter Arhelger, Hans-Joachim Buch († 2022), Margot Bürger († 2020), Gerhard Lang †, Mathilde Richartz († 2021), Ingeborg Ripke († 2014) und Marlis Schulz (†). Erster Schultag war der 25. August 1969 mit 114 Jungen und Mädchen in zwei Sexten (entspricht der 5. Klasse) und einer Quinta (entspricht der 6. Klasse).
Die Schulpflegschaft (Organ bestehend aus Vertretern der Lehrer- und Elternschaft, des Schulträgers und anderen gebildeter Beratungsausschuss einer Schule) wurde 1969 gegründet; erster Vorsitzender war Hans-Eduard Littmann (†).
Der Förderverein ("Verein der Freunde und Förderer des Gymnasiums Hubbelrath in Metzkausen e. V.) wurde 1970 gegründet; erster Vorsitzender war der Schuldirektor Willi Altenvoerde (†).
Das HHG-Schulorchester wurde 1972 durch Burghardt Vogel (†) gegründet. Der HHG-Astromiekreis wurde 1972 durch Einhard Behr (†) gegründet.
Die erste Schülerzeitschrift wurde 1972 herausgegeben und hieß „die lupe“ (bewusste Kleinschreibung). Die erste Schülerband wurde ca. 1973 (Angabe nicht gesichert) gegründet und hieß zunächst „Hotzenplotz“; diese musste sich allerdings wohl aus urheberrechtlichen Gründen rasch umbenennen und trat später unter dem Namen „B 7“ auf (benannt nach der durch Mettmann führenden Bundesstraße B 7). 
Die erste Schulzeitung wurde 1976 vom Förderverein herausgegeben und hieß „Heinrich-Heine-Gymnasium – Zeitschrift des Vereines der Freunde und Förderer des Heinrich-Heine-Gymnasiums Mettmann-Metzkausen e. V.“.
Der erste Abschlussjahrgang am HHG im Frühjahr 1977 bestand aus 41 Abiturienten (30 Mädchen, 11 Jungen) der Oberprima (entspricht 13. Klasse); Betreuungslehrer waren Peter Arhelger und Gabriele Jarczyk.
Das erste Schulemblem für das HHG wurde Mitte der 1970er-Jahre entwickelt und als maschinenbestickter Aufnäher z. B. für Sportkleidung an interessierte Schüler und Lehrkräfte des HHG abgegeben; zeitweise konnten auch entsprechend fertig bestickte Kapuzenpullis (heute ach als „Hoodies“ bekannt) über das HHG preisgünstig erworben werden.

## Weitere Entwicklung unter den nachfolgenden Abiturjahrgängen
Nach der Pensionierung von Hans-Joachim Buch († 2022) im Jahr 1998 folgten als Schulleiter Bernd Wiese († 2018), Sabine Thomas und der derzeitige Schulleiter Hanno Grannemann. Das Gymnasium ist größtenteils vierzügig mit der Sprachenfolge Englisch ab Klasse 5, Französisch, Spanisch oder Latein ab Klasse 6 und optional Französisch oder Spanisch im Rahmen der sog. differenzierten Mittelstufe. In Arbeitsgemeinschaften wurde zeitweise auch Russisch angeboten. Seit dem Schuljahr 2010/11 wird die Schule als gebundene Ganztagsschule geführt.

## Schwerpunkte
Schulfahrten: Regelmäßige Austauschbesuche werden zu je einer Schule in Crécy-sur-Serre (Frankreich), Kaliningrad (Russland; der Austausch ruht derzeit) und nach China unternommen. 2007 und noch ein weiteres Mal wurde eine Begegnung mit Schülern einer norwegischen Schule durchgeführt. Im Rahmen des Lateinunterrichts besteht die Möglichkeit, eine Reise nach Sorrent zu unternehmen. In der Unterstufe reisen die Schüler bei einer Stufenfahrt mit erlebnispädagogischem Charakter innerhalb Nordrhein-Westfalens, in der Mittelstufe gibt es einen einwöchigen Skikurs in Tirol und in der Oberstufe eine kursbezogene Exkursion.
Wirtschaft: Seit ihrem Bestehen hat die Schule einen Schwerpunkt im Bereich Wirtschaft. In der Wirtschafts-AG werden Schüler der Oberstufe durch namhafte Referenten in grundlegende Strukturen des Wirtschaftslebens eingeführt. Die Schule unterhält Kooperationspartnerschaften mit den Firmen Mono, mit der Regiobahn Mettmann-Kaarst, zur Mettmanner Kreisverwaltung und mit den Düsseldorfer Stadtwerken. Berufskundliche Unterrichtseinheiten gibt es für jeden Jahrgang ab Klassenstufe 8.
Mathematik und Naturwissenschaften: Die Schule beteiligt sich regelmäßig an Wettbewerben im mathematisch-naturwissenschaftlichen Bereich. Hierbei belegen Schüler des Gymnasiums immer wieder gute Plätze. Die Schule war Preisträgerin des „Road Ahead-Wettbewerbs 1998“ und erhielt 1999 aus den Händen des Microsoft-Chefs Bill Gates und des damaligen Bundeskanzlers Gerhard Schröder den ersten Preis für ein Internet-Projekt um die damalige Bundestagswahl.
Musisches: Die Auseinandersetzung mit dem Werk Heinrich Heines erfolgte immer wieder in guter Zusammenarbeit mit dem Heinrich-Heine-Institut in Düsseldorf. Traditionell hat die Schule weitere Schwerpunkte im musischen Bereich (Musik, Kunst und Theater).
Sport: Im Fach Sport hat die Schule hervorragende Rahmenbedingungen durch die in unmittelbarer Nachbarschaft gelegene neuen städtischen Sportanlage, die weitgehend fertiggestellt ist. Der Profigolfer Martin Kaymer aus Mettmann war für ein paar Jahre Schüler des Heinrich-Heine-Gymnasiums, bevor er zu einem stärker auf Sport ausgerichteten Gymnasium in Düsseldorf wechselte.
Kooperation: In der Oberstufe kooperiert die Schule mit dem Mettmanner Konrad-Heresbach-Gymnasium.

## Ehemalige Schüler (alphabetisch geordnet)
- Annette Dittert (* 1962), Journalistin
- Martin Kaymer (* 1984), Berufsgolfer[8]
- Hanni Liang (* 1993), deutsch-chinesische Pianistin[9]
- Peter Rafael Ramírez (* 1959), peruanischer Maler
- Sybille Waury (* 1970), Schauspielerin